# Goodbye Happiness
Goodbye Happiness為宇多田光第六張數碼單曲，亦是其精選輯《Utada Hikaru SINGLE COLLECTION VOL.2》的先行數碼單曲，於2010年11月10日在RecoChoku透過手機先行音樂下載，並在一星期之後的11月17日開始個人電腦音樂下載。
這是宇多田光收錄在Utada Hikaru SINGLE COLLECTION VOL.2中的其中一首新曲。音樂影片首次由宇多田光執導，以單一片段完成整個映像。此曲在11月17日正式發售後，在RIAJ付費音樂下載榜最高排名第八。

## 背景及宣傳
歌曲內容是情歌，在接受訪問時表示是與過去的自己和解以及現今自己的想法。原定宇多田光將此歌曲製作成聖誕歌曲，後來有所修改。此歌曲是音樂下載網站RecoChoku的廣告，11月10日首度登場。其音樂影片DVD在專輯的初回限定版中附贈。本作品在11月1日在電台節目公開。11月3日開放手機鈴聲下載。11月10日可以透過手機下載。11月17日全面下載。

## MV
宇多田光原定尋找一名導演協助拍攝，但是最終決定由宇多田光執導，原因是認為只有自己才能表現原有的內容。她用的名字是漢字本名「宇多田光」。MV以一鏡到底直接完成。
在片段一開始，宇多田光拿出印有「A HIKARU UTADA PRESENTION」的紙板，表示此片由宇多田光執導。在映像左下角打出「UTube」的圖像，模仿YouTube網站，另外此影片在11月9日被上載至YouTube。當宇多田光帶起耳筒後開始唱歌。每當去到主詞的時候，宇多田光離開她的座位跳舞，當完結後再次返回座位。在第二節出現在Automatic登場過的黃色梳化。接著出現黑板，拿著指揮棒跳舞，然後房間變黑，她在桌面下面找東西，換了上熊頭。在宇多田光以墨水筆寫上「I LOVE you」後離開座位，以Traveling的MV裝扮踏步。後送外賣員工來到，從盒中一堆鴿子，當宇多田光離開房間後影片結束 。
後來在Twitter上表示，MV所看到的不是她的房間，但在那個房間內有很多屬於自己的東西。

## 排行榜
| 排行榜                                  | 最高排名 |
| --------------------------------------- | -------- |
| 告示牌 Japan Adult Contemporary Airplay | 1        |
| 告示牌 Japan Hot 100                    | 1        |
| RIAJ 付費音樂下載榜 Top 100             | 8        |

## 發售日期
| 地區 | 日期           | 格式         |
| ---- | -------------- | ------------ |
| 日本 | 2010年11月1日  | 電台發行日期 |
| 日本 | 2010年11月3日  | 手機鈴聲     |
| 日本 | 2010年11月10日 | 手機下載     |
| 日本 | 2010年11月17日 | 個人電腦下載 |

## 外部連結
- YouTube官方映像 （页面存档备份，存于）